# 佩吕桑
佩吕桑（法語：Pélussin，法語發音：[pelysɛ̃]）是法国卢瓦尔省的一个市镇，位于该省东南部，皮拉山区，属于圣艾蒂安区。

## 地理
佩吕桑（45°25'6"N, 4°40'51"E）面积32.16 平方千米，位于法国奥弗涅-罗讷-阿尔卑斯大区卢瓦尔省，该省份为法国中南部省份，北起顺时针与索恩-卢瓦尔省、罗讷省、伊泽尔省、阿尔代什省、上盧瓦爾省、多姆山省和阿列省接壤。
与佩吕桑接壤的市镇（或旧市镇、城区）包括：贝塞、沙瓦奈、许耶、杜瓦济约、帕沃赞、鲁瓦塞、雅雷地区圣克鲁瓦、雅雷地区圣保罗、多尔莱河畔拉泰拉斯。

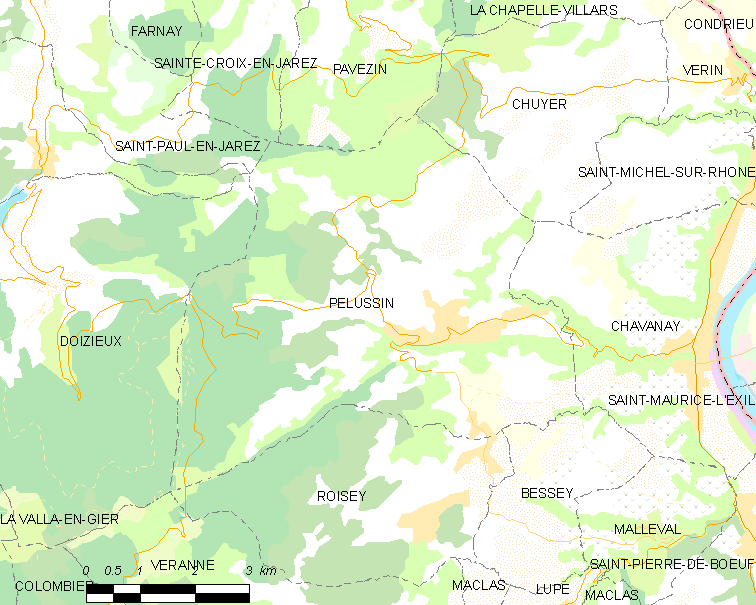
佩吕桑的OSM定位图

佩吕桑的时区为UTC+01:00、UTC+02:00（夏令时）。

## 行政
佩吕桑的邮政编码为42410，INSEE市镇编码为42168。

## 政治
佩吕桑所属的省级选区为勒皮拉县。

## 人口

1962-2008年间佩吕桑人口变化图示

佩吕桑于2022年1月1日时的人口数量为3665人。